# Otto van Oostenrijk (1301-1339)
Otto van Oostenrijk bijgenaamd de Vrolijke (Wenen, 23 juli 1301 - Neuberg, 17 februari 1339) was van 1330 tot aan zijn dood hertog van Oostenrijk en Stiermarken en van 1335 tot aan zijn dood hertog van Karinthië. Hij behoorde tot het huis Habsburg.

## Levensloop
Otto was de jongste zoon van Rooms-Duits koning Albrecht I van Habsburg en Elisabeth van Karinthië, dochter van hertog Meinhard van Karinthië.
In 1314 brak er tussen zijn oudere broer Frederik de Schone en hertog Lodewijk IV van Beieren een oorlog uit om de erfopvolging van de Rooms-Duitse troon. Nadat Lodewijk IV in 1322 Frederik versloeg in de Slag bij Mühldorf, groeiden het huis Habsburg en het huis Wittelsbach naar elkaar toe. Als onderdeel hiervan huwde Otto met Elisabeth, dochter van hertog Stefanus I van Beieren. In 1327 stichtte hij in Stiermarken het Stift Neuberg en de Sint-Georgekapel in de Augustijnenkerk in Wenen. 
Vanaf ongeveer 1329 leidde Otto de administratie van de originele bezittingen van het huis Habsburg in Zwaben. Na de dood van hun broer Frederik de Schone in 1330 erfden Otto en zijn oudere broer Albrecht II de hertogdommen Oostenrijk en Stiermarken. Na het overlijden van hun oom Hendrik van Karinthië kregen Albrecht en Otto het hertogdom Karinthië, het markgraafschap Krain en het zuidelijke deel van Tirol. Otto nam ook de administratie van deze gebieden op zich, terwijl zijn broer Albrecht II vooral het hertogdom Oostenrijk bestuurde. In 1337 stichtte hij de ridderorde Societas Templois voor de kruistocht tegen de heidense Pruisen en Litouwers. Wegens zijn feestelijk hofleven had Otto als bijnaam de Vrolijke.
In 1339 stierf Otto op 37-jarige leeftijd in het Stift Neuberg. 

## Huwelijk en nakomelingen
Op 15 mei 1325 huwde Otto met zijn eerste echtgenote Elisabeth (1306-1330), dochter van hertog Stefanus I van Beieren. Ze kregen twee zonen:
- Frederik II (1327-1344)
- Leopold II (1328-1344)

Op 16 februari 1335 huwde hij met zijn tweede echtgenote Anna (1323-1338), dochter van koning Jan de Blinde van Bohemen. Dit huwelijk bleef kinderloos.
Ook had hij vier buitenechtelijke zonen: Otto, Leopold, Johan en Leopold. Wat er met deze zonen gebeurde en wie hun moeder of moeders waren, is niet bekend. 

## Voorouders
| Voorouders van Otto van Oostenrijk (1301-1339) | Voorouders van Otto van Oostenrijk (1301-1339)                                   | Voorouders van Otto van Oostenrijk (1301-1339)                                   | Voorouders van Otto van Oostenrijk (1301-1339)                                   | Voorouders van Otto van Oostenrijk (1301-1339)                                   | Voorouders van Otto van Oostenrijk (1301-1339)                                   | Voorouders van Otto van Oostenrijk (1301-1339)                                   | Voorouders van Otto van Oostenrijk (1301-1339)                                   | Voorouders van Otto van Oostenrijk (1301-1339)                                   |
| ---------------------------------------------- | -------------------------------------------------------------------------------- | -------------------------------------------------------------------------------- | -------------------------------------------------------------------------------- | -------------------------------------------------------------------------------- | -------------------------------------------------------------------------------- | -------------------------------------------------------------------------------- | -------------------------------------------------------------------------------- | -------------------------------------------------------------------------------- |
| Overgrootouders                                | Albrecht IV van Habsburg (1188-1239) ∞ 1217 Heilwig van Kyburg (–)               | Albrecht IV van Habsburg (1188-1239) ∞ 1217 Heilwig van Kyburg (–)               | Burchard V van Hohenberg (–) ∞ Mechtildis van Tübingen (-)                       | Burchard V van Hohenberg (–) ∞ Mechtildis van Tübingen (-)                       | Meinhard II van Gorizia-Tirol (1238–1295) ∞ Elisabeth van Beieren (1227-1273)    | Meinhard II van Gorizia-Tirol (1238–1295) ∞ Elisabeth van Beieren (1227-1273)    | Hendrik V van Leignitz (–) ∞ ? (–)                                               | Hendrik V van Leignitz (–) ∞ ? (–)                                               |
| Grootouders                                    | Rudolf I (rooms-koning) (1218-1291) ∞ 1245 Gertrude van Hohenberg (1255–1281)    | Rudolf I (rooms-koning) (1218-1291) ∞ 1245 Gertrude van Hohenberg (1255–1281)    | Rudolf I (rooms-koning) (1218-1291) ∞ 1245 Gertrude van Hohenberg (1255–1281)    | Rudolf I (rooms-koning) (1218-1291) ∞ 1245 Gertrude van Hohenberg (1255–1281)    | Otto van Tirol (1265–1310) ∞ 1297 Euphemia van Silezië (-1347)                   | Otto van Tirol (1265–1310) ∞ 1297 Euphemia van Silezië (-1347)                   | Otto van Tirol (1265–1310) ∞ 1297 Euphemia van Silezië (-1347)                   | Otto van Tirol (1265–1310) ∞ 1297 Euphemia van Silezië (-1347)                   |
| Ouders                                         | Albrecht I (rooms-koning) (12955-1308) ∞ 1276 Elisabeth van Karintië (1262–1313) | Albrecht I (rooms-koning) (12955-1308) ∞ 1276 Elisabeth van Karintië (1262–1313) | Albrecht I (rooms-koning) (12955-1308) ∞ 1276 Elisabeth van Karintië (1262–1313) | Albrecht I (rooms-koning) (12955-1308) ∞ 1276 Elisabeth van Karintië (1262–1313) | Albrecht I (rooms-koning) (12955-1308) ∞ 1276 Elisabeth van Karintië (1262–1313) | Albrecht I (rooms-koning) (12955-1308) ∞ 1276 Elisabeth van Karintië (1262–1313) | Albrecht I (rooms-koning) (12955-1308) ∞ 1276 Elisabeth van Karintië (1262–1313) | Albrecht I (rooms-koning) (12955-1308) ∞ 1276 Elisabeth van Karintië (1262–1313) |